# Sandip Verma
Pour les articles homonymes, voir Verma.
Sandip K. Verma, baronne Verma (née le 30 juin 1959 et connue jusqu'en 1977 sous le nom de Sandip K. Rana), est une femme politique indo-britannique du Royaume-Uni. Membre de la Chambre des lords, elle est la responsable ministérielle de la lutte contre la violence contre les femmes et les filles à l'étranger, et préside le comité national de l'ONU Femmes. Elle a été sous-secrétaire d'État parlementaire au développement international de 2015 à 2016.

## Biographie
Née à Amritsar dans le Pendjab indien, Verma émigre en Angleterre en 1960 avec ses parents. En 1977, âgée de dix-sept ans, elle épouse Ashok Verma, avec lequel elle a des enfants.
Elle gagne sa vie dans leur entreprise de haute couture avant d'investir dans la fourniture de soins en établissement. Elle bénéficie ainsi de la politique de privatisation du parti conservateur ; son principal client est le Leicester Council.
Verma est candidate pour le parti conservateur à Kingston upon Hull East aux Élections générales britanniques de 2001, terminant troisième, et à Wolverhampton Sud-Ouest aux élections générales de 2005, arrivant en deuxième position derrière le travailliste Rob Marris.
Le 2 juin 2006, elle est créée pair à vie, prenant le titre de baronne Verma de Leicester dans le comté de Leicestershire. La même année, elle est nommée patronne du Tory Reform Group.
Jusqu'à la formation de la coalition conservatrice-libérale démocrate après les élections générales de mai 2010, Verma est whip de l'opposition et porte-parole conservateur à la Chambre des lords sur l'éducation et les compétences et pour la santé. En 2010, elle est whip du gouvernement et porte-parole du Cabinet Office, du développement international et des questions d'égalité et de femmes.
Elle est sous-secrétaire d'État parlementaire au département de l'Énergie et du Changement climatique de 2012 à 2015, puis au développement international de mai 2015 à juillet 2016,,.

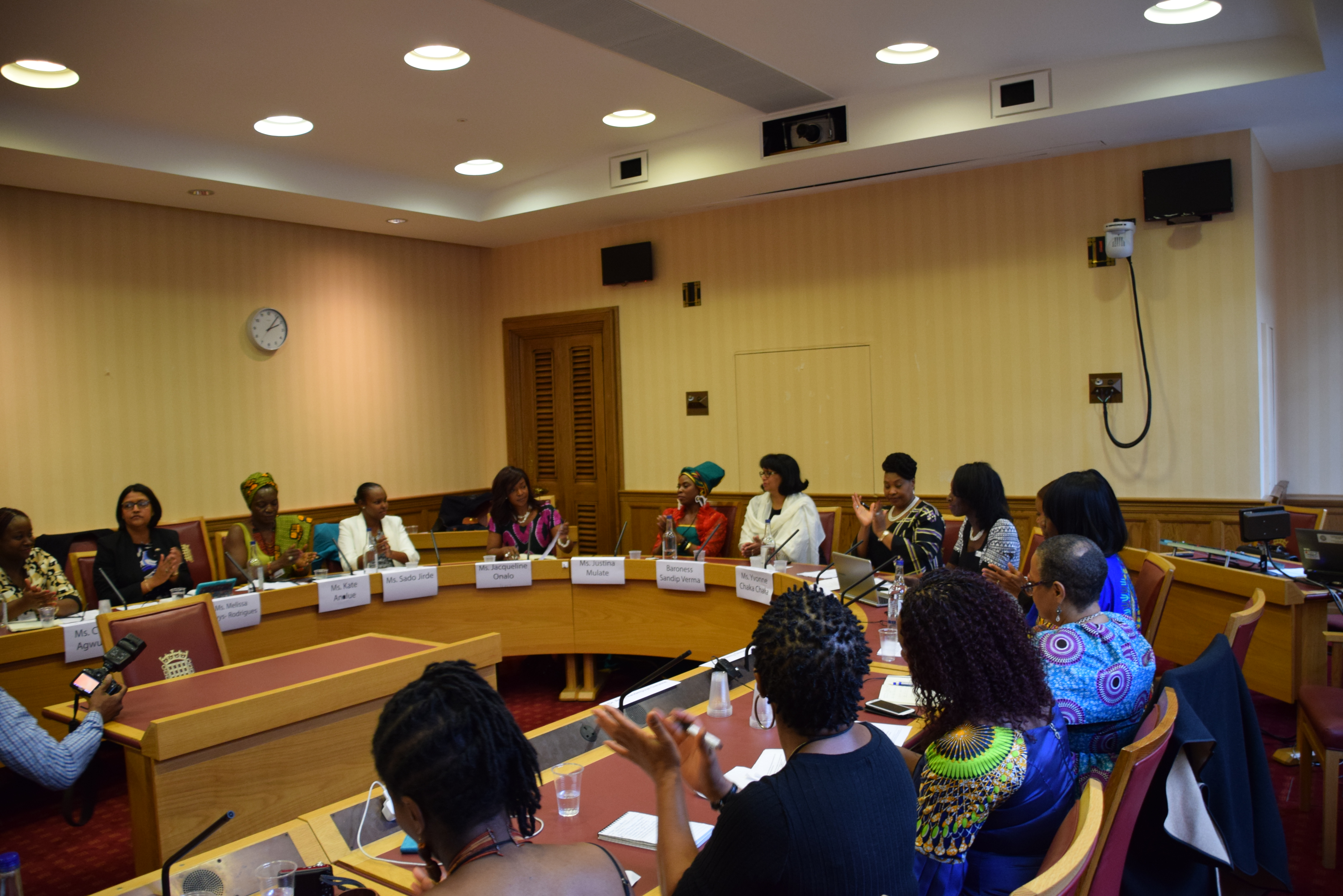
Conférence Africa Rising Ladies avec Justina Mutale, Yvonne Chaka Chaka et la baronne Verma (Chambre des Lords, octobre 2014).

Lorsque le nouveau ministère de Theresa May est formé en juillet 2016, à la suite de la démission de David Cameron, Verma n'y est pas incluse.
Verma est candidate conservatrice aux élections directes pour le poste de maire de Leicester en 2019. Elle perd contre Peter Soulsby du Labour, arrivant deuxième avec 14 519 voix contre 51 444 voix pour Sir Peter. Plus tard dans l'année, elle est choisie pour présider le comité national de l'ONU Femmes pendant trois ans.